# Marc Le Berre
Pour les articles homonymes, voir Le Berre.
Marc Le Berre né à Plonéour-Lanvern (Finistère) le 14 mai 1899 et mort à Quimper le 2 août 1968 est un tailleur, brodeur, tisserand et styliste français.

## Biographie

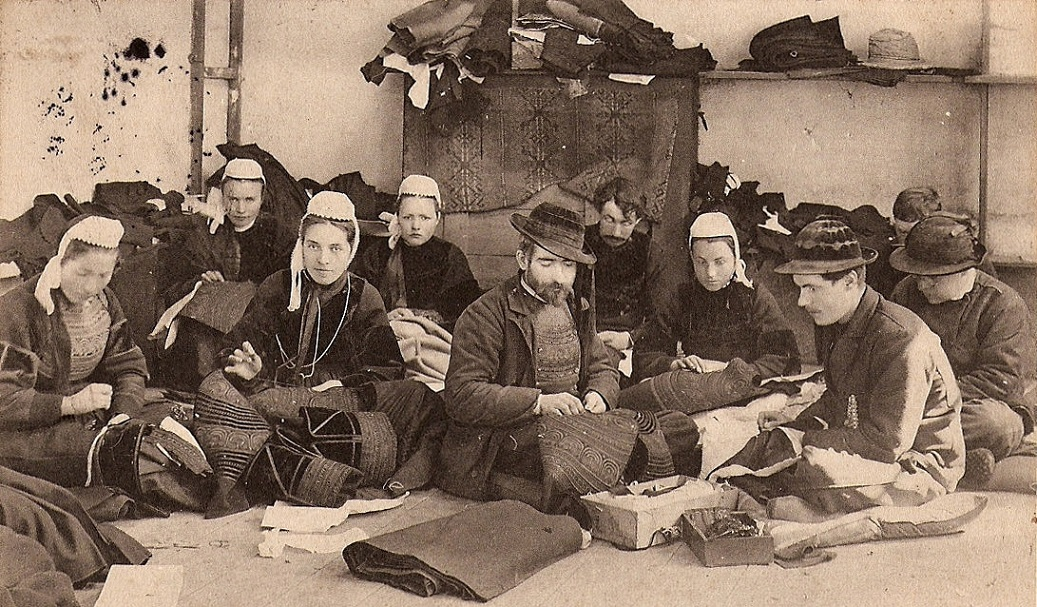
Atelier de brodeurs et de brodeuses de la Maison Pichavant vers 1909 à Pont-l'Abbé.

Marc Le Berre est originaire d'une famille de tailleurs et brodeurs du pays bigouden, et rattachée par sa mère Catherine à la famille Pichavant de Pont-L'Abbé, dont les grands-parents fondèrent la Maison Pichavant en 1868, qui brodait pour des académiciens et pour le tsar de Russie. Cette entreprise comptait en 1900 plus d'une soixantaine de brodeurs, et sa notoriété attira en ce lieu de nombreuses personnalités comme le professeur de lettres, et écrivain folkloriste français de langue bretonne Anatole Le Braz (1859-1926) en 1901, le poète breton Théodore Botrel (1868-1925) vers 1908, le poète Charles Le Goffic (1863-1932), Jean-Julien Lemordant (1878-1968) qui visite l'atelier en 1901, ou encore cet autre écrivain régionaliste François Jaffrennou (1879-1956), qu'il côtoya étant jeune dans l'atelier familial. Sa tante Marie Pichavant lança le style de la guipure d'Irlande vers 1903.
La crise de la sardine à cette époque va favoriser le développement de la fabrication de la dentelle, en particulier du picot bigouden, afin de permettre aux filles et femmes de pêcheurs, mais aussi aux mousses et parfois aux hommes de trouver quelques revenus complémentaires. La production des ouvroirs et des dentellières travaillant à domicile est vendue dans les grandes villes, principalement à Paris, ainsi qu'en Angleterre et aux États-Unis, essentiellement par la maison Aux enfants Pichavant, alors située au 6, rue du Château à Pont-L'Abbé.

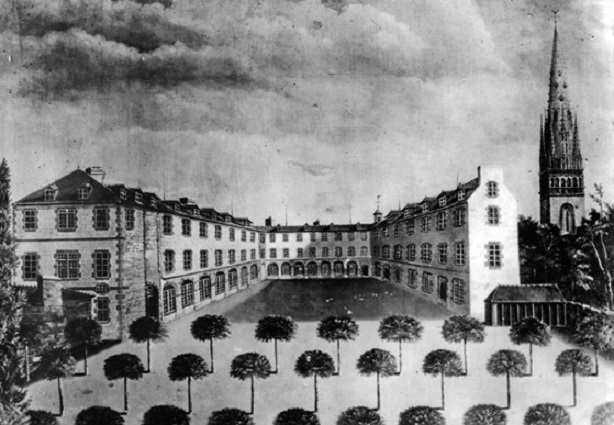
Le petit séminaire de Pont-Croix en 1908.

Marc Le Berre fait ses études au petit séminaire de Pont-Croix, puis à l'École supérieure de commerce de l'université catholique d'Angers, où il fait la connaissance de celui qui deviendra un ami, le futur docteur Jean Cornic qui sera, en 1929-1935, président général du Bleun Brug, mouvement fondé par l'abbé Jean-Marie Perrot (1877-1943) et dont  Marc Le Berre sera le vice-président général, à la suite de l'abbé Jean-François Madec (1879-1936), en 1929. Il y fait la connaissance d'un ami écrivain, journaliste Youenn Drezen (1899-1972). Il est dès 1923 un des membres fondateurs de ce mouvement avec son ami René-Yves Creston (1898-1964) de l'épouse de celui-ci Suzanne Creston et Jeanne Malivel, du mouvement Seiz Breur (« Union des sept frères ») qui va réunir quelques dizaines d'artistes bretons voulant créer pour le plus grand renom de la Bretagne. L'article 1 des statuts stipule qu'ils doivent être « de sang breton ». Ce mouvement inclura nombre de collaborationnistes durant la Seconde Guerre mondiale.
Dans ces années 1920, il est associé avec son frère Auguste à l'entreprise familiale Les Enfants Pichavant. En 1930, Charles Le Goffic entre à l'Académie française, et Marc Le Berre s'occupe, à la demande de Jean-Julien Lemordant, de la broderie de son costume qu'il confie à son meilleur brodeur Laouig Jégou, mettant en avant les origines bretonnes et celtiques de l'écrivain en remplaçant les feuilles de chêne par celles du gui. Responsable du Comité des fêtes de Pont-L'Abbé, il est présent le 7 septembre 1931 à l'inauguration du Monument aux Bigoudens, réalisé par François Bazin (1897-1956). En 1932, il fait partie de la délégation bretonne qui se rend à Dublin pour commémorer le 1500e anniversaire de la fondation de l'Irlande par saint Patrick.
En 1933, il épouse Anne-Marie Kerloc'h et part s'installer à Quimper où il crée le magasin À la Ville d'Ys, qu'il fait décorer dans un style breton par Jacques Philippe, ébéniste décorateur à Rennes. Il y vend le meilleur des productions artisanales et des métiers d'art bretons. Le 14 mai 1934, son épouse met au monde leur premier enfant, Marie-Charlotte Le Berre, à Quimper, qui deviendra une peintre, céramiste et poétesse plus connue sous son nom d'épouse Dodik Jegou, aînée de neuf enfants, tous artistes. Le soir à la veillée, il initie sa fille Dodik aux contes et légendes bretonnes et lui offre les contes de François-Marie Luzel qui inspireront son œuvre.
En 1936, il ouvre l’Atelier Saint-Ronan à Locronan avec madame Andrieux, puis il met au point des collections de textiles et de broderies en picot bigouden pour l'Exposition universelle de 1937 avec Suzanne Creston. En 1937, il lance la mode du kabic (une sorte de veste à capuchon dont l'origine remonte au XVIIIe siècle),.
Il milite pour la préservation de la langue bretonne et est un proche du sculpteur René Quillivic (1879-1979) et la céramiste Berthe Savigny (1882-1958), de Yann Fouéré (1910-2011), fondateur d'Ar Brezoneg er Skol (« Le breton à l'école »). Il connaît le peintre Xavier de Langlais (1906-1975), qui avec James Bouillé, architecte et lui-même membre de Seiz Breur, anime en 1935 l'atelier d'art breton An Droellenn (« la Spirale »), atelier breton d'art chrétien. Son entourage comprend aussi le peintre et céramiste Robert Micheau-Vernez (1907-1989), le peintre Géo-Fourrier (1898-1966), le journaliste et directeur de la revue Ar Falz Yann Kerlann (1910-1969), Yann ar Beg (1911-1986), membre du Parti national breton, le journaliste et écrivain Youen Drezen (1899-1972), les frères Herry (1913-1986) et Ronan Caouissin (1914-1986), des écrivains et éditeurs nationalistes bretons, l'abbé Henri Poisson (1898-1977), le prêtre et enseignant Joseph Chardronnet (1910-2001), ainsi que le frère de Ploërmel Visant Seité (1908-1993). Il rachètera plus tard les métiers à tisser de Coco Chanel.
En 1959, il fonde les Tissages de Locmaria au 4, rue Haute à Quimper, dans l'ancien immeuble de la Grande Maison HB.
Adepte du néodruidisme, il prend en 1947 le pseudonyme d’Ab Énéour pour entrer au Poellgor du Gorsedd de Bretagne.
Bibliophile, sa bibliothèque est vendue après sa mort.
Il meurt accidentellement le 2 août 1968 à Quimper et y est inhumé au cimetière Saint-Marc.